# Gemarkung Raitenbucher Forst
Die Gemarkung Raitenbucher Forst liegt im Gemeindegebiet von Raitenbuch im Landkreis Weißenburg-Gunzenhausen (Mittelfranken, Bayern). Die Gemarkung hat eine Fläche von 1,139 km² und ist in 60 Flurstücke aufgeteilt, die eine durchschnittliche Flurstücksfläche von 18978,52 m² haben. Benachbarte Gemarkungen sind Oberhochstatt im Westen, Burgsalach im Norden und Raitenbuch im Osten und Süden.
Die Gemarkung deckt nur einen Teil des Raitenbucher Forstes ab. Sie war bis zur Gemeindegebietsreform in Bayern ein Gemeindefreies Gebiet mit einer Fläche von 2,088 km². Dieses wurde am 1. Januar 1971 aufgelöst und auf die Gemeinden Raitenbuch  und Burgsalach aufgeteilt.